# Nikolský rajón
Nikolský rajón (ukrajinsky Нікольський район, do roku 2016 Volodarský rajón, ukrajinsky Володарський район) byl rajón v Doněcké oblasti na Ukrajině. Hlavním městem bylo Nikolske a rajón měl přibližně 28 tisíc obyvatel. 

## Sídla v rajónu
- Nikolske